# Landguiden
Landguiden är ett avgiftsbelagt uppslagsverk från Utrikespolitiska institutet vars inriktning är information om världens alla länder. Landguiden finns på internet och i tryckt form.